# Ryfej
Ryfej – jednostka stratygraficzna wydzielana w przeszłości jako system w obrębie górnego proteozoiku, pomiędzy wendem a środkowym proteozoikiem (675–1650 mln lat temu). Obecnie jednostka historyczna, nieużywana we współczesnej oficjalnej stratygrafii. 
Nazwa zaproponowana przez Nikołaja Szatskiego w 1945, wywodzi się od łacińskiej nazwy gór Ural Ripheus, gdyż po raz pierwszy skały tego kompleksu wyodrębniono w południowej części Uralu. 
W obecnej tabeli stratygraficznej skały zaliczane wcześniej do ryfeju należą do dolnego i środkowego neoproteozoiku (kriogenu i tonu), a niższa część dawnego ryfeju do całego mezoproterozoiku. 